# Isracart House
Isracart House – biurowiec w osiedlu Montefiore we wschodniej części miasta Tel Awiw, w Izraelu.
Biurowiec wybudowano w 1998.

## Dane techniczne
Budynek ma 16 kondygnacji i wysokość 59 metrów.
Wieżowiec wybudowano w stylu międzynarodowym. Wzniesiono go z betonu. Elewacja jest wykonana ze szkła w kolorze ciemnozielonym.
Biurowiec jest wykorzystywany jako główna siedziba Isracard, największej w Izraelu firmy dostarczającej karty kredytowe. W podziemiach znajduje się parking samochodowy.
Przed budynkiem stoi 10-metrowa rzeźba ze stali i szkła „Capitol 1998” autorstwa izraelskiego artysty Buky Schwartza.